# 덴마크어 위키백과
2002년 2월 1일에 시작된 덴마크어 버전의 위키백과이다. 2013년 3월 3일 문서 수가 175,683건이다. 기호는 da이다.

## 같이 보기
- 노르웨이어 위키백과
- 스웨덴어 위키백과